# Piula del Perú
La piula del Perú (Anthus peruvianus) és un ocell de la família dels motacíl·lids (Motacillidae).

## Hàbitat i distribució
Habita les sabanes i praderies, sovint prop de l'aigua a les terres baixes de l'oest del Perú fins al nord de Xile.